# Ida Haendel
Ida Haendel, CBE (15 tháng 12 năm 1928 – 1 tháng 7 năm 2020) là một nghệ sĩ vĩ cầm người Canada gốc Ba Lan. Ngoài việc là một thần đồng, bà đã hoạt động sự nghiệp hơn bảy thập kỷ và trở thành một trong những giáo viên có tầm ảnh hưởng lớn.

## Sự nghiệp ban đầu
Ida Haendel sinh năm 1928 trong một gia đình người gốc Do Thái ở Chełm, Ba Lan. Tài năng của bà đã sớm bộc lộ rõ khi bà được tiếp xúc với cây đàn của chị gái mình vào năm ba tuổi. Năm 1933 khi mới 5 tuổi, bà đã biểu diễn bản Concerto cho Violin của Beethoven và giành được huy chương vàng của Nhạc viện Warszawa và giải thưởng Huberman đầu tiên trong cuộc đời. 7 tuổi, bà đã cạnh tranh với những nghệ sĩ vĩ cầm điêu luyện và hơn bà nhiều tuổi như David Oistrakh và Ginette Neveu để trở thành một trong những người chiến thắng của Cuộc thi vĩ cầm quốc tế Henryk Wieniawski đầu tiên vào năm 1935.
Những động lực đầu đời đã giúp bà theo học chuyên nghiệp với các nhà sư phạm danh tiếng Carl Flesch ở London và George Enescu ở Paris. Trong Thế chiến thứ hai, bà đã biểu diễn phục vụ trong các nhà máy, phục vụ cho quân đội Anh, Mỹ và biểu diễn trong các buổi hòa nhạc tại Phòng trưng bày Quốc gia của Myra Hess. Năm 1937, buổi ra mắt công chúng ở London của bà dưới sự chỉ huy trưởng của Henry Wood đã mang lại cho bà một sự hoan nghênh từ giới phê bình trên toàn thế giới, trong khi người chỉ huy liên tưởng việc bà biểu diễn giống với những kỷ niệm của ông về Eugène Ysaÿe. Nhờ gắn bó suốt đời với lễ hội âm nhạc Proms mà bà có với lễ hội này 68 lần xuất hiện.

## Sự nghiệp biểu diễn

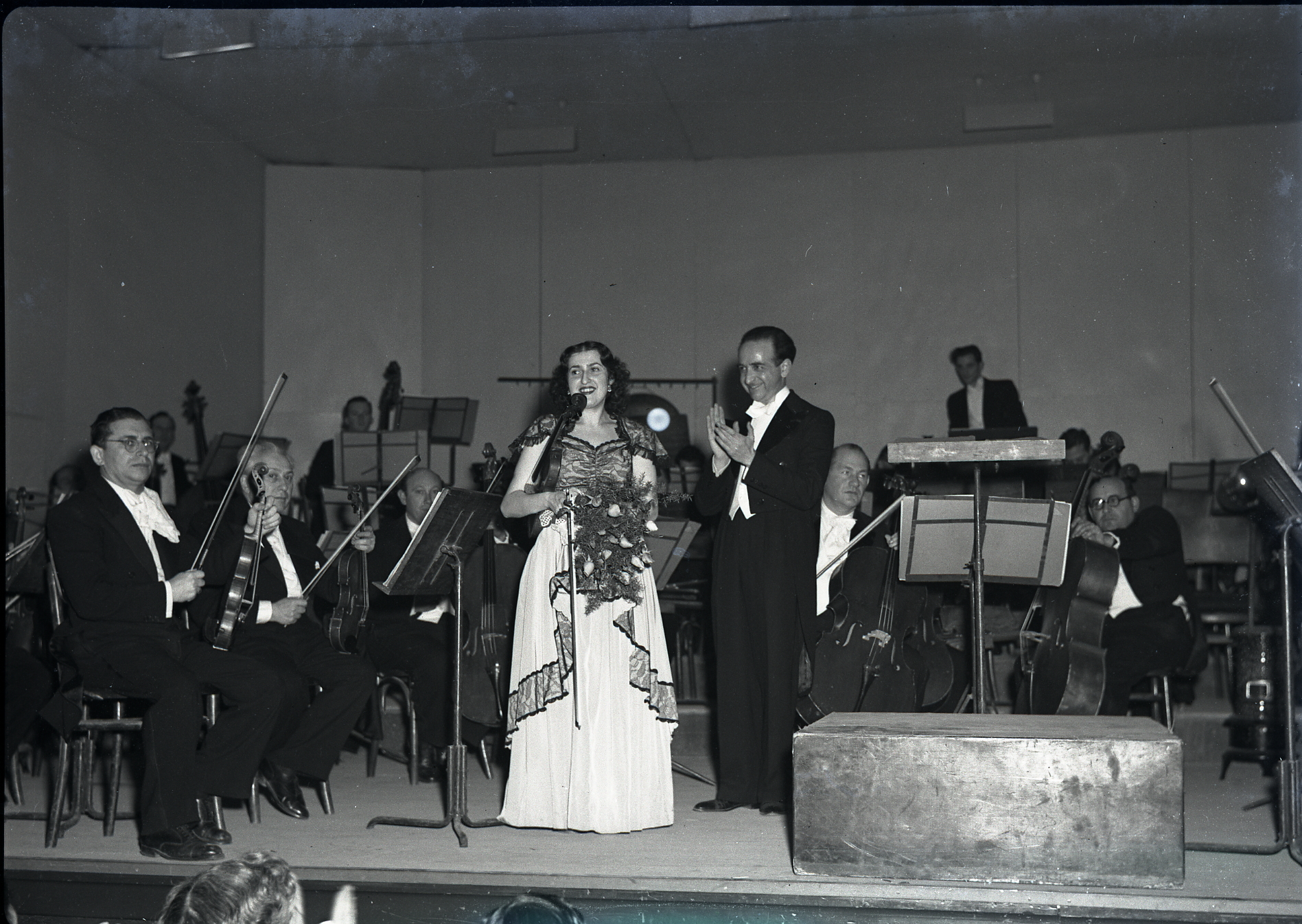
Ida Haendel biểu diễn tại Tel Aviv.

Sau khi biểu diễn bản concerto của Sibelius ở Helsinki vào năm 1949, bà nhận được một lá thư từ nhà soạn nhạc. "Cháu đã chơi nó một cách thuần thục ở mọi khía cạnh," Sibelius viết và nói thêm: "Ta tự chúc mừng bản thân rằng bản concerto của ta đã tìm thấy một người xuất sắc cho trình độ hiếm có của cháu". Haendel thực hiện các chuyến lưu diễn hàng năm đến Châu Âu, và cũng xuất hiện thường xuyên ở khu vực Nam Mỹ và Châu Á. Sống ở Montreal, Canada từ năm 1952 đến năm 1989, sự hợp tác của bà với các dàn nhạc Canada đã khiến bà trở thành một nhân vật nổi tiếng quan trọng của sự nghiệp âm nhạc tại Canada. Là người có quốc tịch Anh sống tại Canada, bà cũng đã nhập quốc tịch Canada. Năm 1973, bà là nghệ sĩ độc tấu phương Tây đầu tiên được mời đến Trung Quốc sau cuộc Cách mạng Văn hóa của nước này khi biểu diễn cùng dàn nhạc giao hưởng Luân Đôn. Mặc dù bà làm việc chủ yếu với Sergiu Celibidache, nhưng bà cũng được hợp tác với những nhạc trưởng nổi tiếng như Thomas Beecham, Adrian Boult, Eugene Goossens, Malcolm Sargent, Charles Munch, Otto Klemperer, Georg Solti, Vladimir Ashkenazy, Bernard Haitink, Rafael Kubelík, Lorin Maazel, Zubin Mehta và Simon Rattle, người mà bà đã thu âm cùng các bản concerto độc tấu vĩ cầm của Elgar và Sibelius.
Năm 1993, bà tổ chức buổi hòa nhạc của mình với dàn nhạc giao hưởng Berliner. Năm 2006, bà biểu diễn cho Giáo hoàng Biển Đức XVI tại trại tập trung cũ của Đức Quốc xã Auschwitz-Birkenau. Sau đó bà tổ chức một buổi hòa nhạc tưởng nhớ tại Phòng trưng bày Quốc gia của Luân Đôn để vinh danh các buổi hòa nhạc tưởng niệm chiến tranh của Myra Hess và xuất hiện tại Lễ hội Sagra Musicale Malatestiana năm 2010. Cây vĩ cầm của Haendel là cây đàn của Stradivarius được chế tác từ năm 1699. Haendel sống ở Miami, Florida trong nhiều năm và bà cũng tích cực tham dự Liên hoan Piano Quốc tế Miami.

## Thu âm
Các bản thu âm của Haendel với những hãng thu âm lớn đã nhận được nhiều lời khen ngợi từ giới phê bình. Hiệp hội Sibelius đã trao tặng bà Huân chương Sibelius vào năm 1982. Bà cho biết mình luôn có niềm đam mê với âm nhạc Đức. Sự nghiệp thu âm của bà bắt đầu vào ngày 10 tháng 9 năm 1940 cho Decca, ban đầu chỉ là các tác phẩm độc tấu ngắn và các tác phẩm thính phòng. Vào tháng 4 năm 1945, bà thu âm cả hai bản concerto của Tchaikovsky và Mendelssohn, sau đó là bản concerto của Dvořák vào năm 1947. Sự nghiệp thu âm của bà kéo dài gần 70 năm cho các hãng lớn như EMI và Harmonia Mundi. Khoảng năm 1948–49, bà thu âm bản Concerto cho Violin của Beethoven với Rafael Kubelik chỉ huy Dàn nhạc giao hưởng. Vào năm 2014, hãng thu âm Supraphon đã phát hành một bộ 5 CD gồm các bản thu âm trực tiếp và bản thu âm phòng thu của bà được thực hiện tại Praha từ năm 1957 đến năm 1965.
Một số bản thu âm khác được đánh giá cao của bà có thể kể đến như concerto cho violin của Brahms (bao gồm một bản với Dàn nhạc Giao hưởng London do Sergiu Celibidache chỉ huy, chính là bản thu âm phòng thu cuối cùng của ông), và một bản concerto cho violin của Tchaikovsky với Dàn nhạc Giao hưởng Quốc gia do Basil Cameron chỉ huy. Nhà phê bình âm nhạc Geoffrey Norris của tờ The Telegraph đã ca ngợi bản thu âm concerto cho violin của Sibelius năm 1993 của bà được phát hành bởi hãng đĩa Testament rằng "chỉ đơn giản là tuyệt vời." Trong số các bản thu âm sau này của bà còn có bản Sonata và partita dành cho violin độc tấu, BWV1001-1006 của J. S. Bach, được thu âm tại Studio 1 Abbey Road, London, vào năm 1995 dưới hình thức thu âm bằng analogue và được phát hành bởi Testament.
Bà cũng có một niềm đam mê âm nhạc của thế kỷ 20 nhất định, bao gồm một số tác giả như Béla Bartók, Benjamin Britten hay William Walton. Trong số các buổi biểu diễn ra mắt của bà có Tartiniana Seconda của Luigi Dallapiccola và concerto cho violin số 2 của Allan Pettersson, được sáng tác để dành riêng cho bà. Để tỏ lòng thành kính với người thầy George Enescu, bản thu âm Decca của bà về sonata cho violin của Geogre Enescu với Vladimir Ashkenazy vào năm 2000 đã mang về cho bà giải Diapason d'Or.

## Giảng dạy
Những màn biểu diễn đầy cảm xúc của Haendel đã truyền cảm hứng cho nhiều người thuộc thế hệ nghệ sĩ vĩ cầm mới về sau, bao gồm Anne-Sophie Mutter, David Garrett và Maxim Vengerov.
Vào tháng 8 năm 2012, bà là nghệ sĩ danh dự tại Lễ hội đàn dây Quốc tế Cambridge. Bà thường xuyên là trọng tài trong các cuộc thi vĩ cầm, bao gồm Sibelius, Carl Flesch, Benjamin Britten và Cuộc thi vĩ cầm Quốc tế. Bà trở về quê hương Ba Lan để làm giám khảo Cuộc thi Violin Henryk Wieniawski ở Poznań trong một số dịp, và là chủ tịch danh dự của cuộc thi vào năm 2011.

## Qua đời
Haendel qua đời tại một viện dưỡng lão ở Pembroke Park, Florida vào ngày 1 tháng 7 năm 2020, ở tuổi 91. Theo lời kể của cháu trai bà, vào thời điểm qua đời, bà bị ung thư thận.

## Chứng nhận và trao thưởng
Năm 1991, bà được Nữ hoàng Elizabeth II trao Huân chương Đế quốc Anh (CBE). Bà nhận bằng tiến sĩ danh dự của Đại học Âm nhạc Hoàng gia, London, vào năm 2000 và từ Đại học McGill vào năm 2006.

## Hồi ký
Haendel xuất bản cuốn tự truyện của mình mang tên Woman With Violin (tạm dịch: Người phụ nữ với cây vĩ cầm) vào năm 1970 (Gollancz; ISBN 978-0-575-00473-3).

## Trên truyền hình
Cuộc đời của bà là chủ đề của một số bộ phim tài liệu truyền hình, bao gồm Ida Haendel: A Voyage of Music (1988), I Am The Violin (2004) và Ida Haendel: This Is My Heritage (2011). Vào tháng 6 năm 2009, bà xuất hiện trên một chương trình truyền hình của kênh Channel 4, mang tên Những thần đồng âm nhạc vĩ đại nhất thế giới, trong đó bà đã tư vấn nhà soạn nhạc người Anh khi đó 16 tuổi là Alex Prior để chọn những đứa trẻ nào để chơi các sáng tác của mình.